# Louis Spichtig
Louis Spichtig (* 10. Oktober 1866 in Stans; † 20. April 1936 in Luzern) war ein Schweizer Politiker. Von 1919 bis 1920 gehörte er als Vertreter der Liberalen dem Regierungsrat des Kantons Nidwalden an.

## Leben
Louis Spichtig wurde als Sohn des Kaufmanns Alois (Louis genannt) Spichtig und der Mathilda Odermatt geboren. Er arbeitete in der Verwaltung der Ersparniskasse Nudwalden. Von 1901 bis 1918 war Louis Spichtig Zeughausverwalter des Kantons Nidwalden. Im Militär stieg er bis in den Rang eines Majors auf.
Auf Gemeindestufe stieg Louis Spichtig 1896 als Gemeinderat von Stans und im Amt eines Vermittlungsrichters in die Politik ein. Nach Ablauf der sechsjährigen Wahlperiode stellte er sich nicht mehr zur Wiederwahl. 
Im Jahr 1902 wurde Louis Spichtig Ratsherr im Landrat und blieb zwölf Jahre lang Mitglied des Parlaments. Im selben Jahr wurde er Kriegkommissär. 1908 übernahm Louis Spichtig das Amt als Mitglied der Militärsteuerkommission.  Das Volk wählte ihn an der Landsgemeinde 1919 in den Regierungsrat.
Louis Spichtig heiratete am 10. Mai 1895 in Stans Marie Z'Rotz. Die Ehe blieb kinderlos.

## Quelle
- Altes Stammbuch. Band IX, Spichtig, 5.